# Улгер
Улгер (хак. Ӱлгер — созвездие Ориона) — музыкальная этно-группа из Хакасии. В настоящее время участники группы являются единственными во всей Хакасии исполнителями героических сказаний алыптығ нымах. Музыканты «Улгер» играют на хакасских национальных инструментах — хомысе, чатхане, ыыхе, пыргы, тюре, варгане и др. Особенностью группы является исполнение хакасского горлового пения — хай.

## История
Группа была создана в 1989 году и действует при Хакасской Республиканской Филармонии имени В. Г. Чаптыкова.
С 2003 года руководителем группы является заслуженный артист Республики Хакасия Вячеслав Кученов.
В 2005 году группа стала обладателем Гран-при III сибирского фестиваля мировой музыки «Саянское кольцо», в 2009 году получила приз «Алтай-Кабай» на фестивале мировой музыки «Алтай-2009», группа участвовала в фестивале «Дни российской культуры во Франции» в 2011, проекте «Русская масленица» в Лондоне в 2012 году, «Культурной олимпиаде СОЧИ» (2011, 2013, 2014), Десятом фестивале российского искусства «Россия в гостях у Эссена» (Германия, 2013), Первом международном конкурсе исполнителей горлового пения «Музыка великой степи» (Маньчжурия, 2014 год), Фестивале российского искусства в городе Бари (Италия, май 2015), Фестивале восточной музыки «Ориэнт»(Литва, Эстония, 2015), Фестивале «Российская культурная миссия в Венеции» (Италия, февраль 2016), XIX Фестивале российского искусства в г. Канны (Франция, август 2016).
Музыканты «Улгер» побывали с выступлениями в других странах — в США, в Испании, Финляндии, Нидерландах, Турции, Японии, Польше и др., где этническая музыка и горловое пение пользуются большой популярностью.
В настоящий момент группа совершает большой вклад в развитие хакасской культуры и языка, музыканты популяризируют хакасские музыкальные инструменты, горловое пение, героические сказания и хакасский язык. С 2018 года участниками группы проводится вечер героического эпоса «Тулаға», также в 2021 году, объявленном в Республике Хакасия годом хакасского эпоса проводился конкурс «Алыптығ нымах хараазы» — Ночь героического эпоса, где музыканты из «Улгер» и другие исполнители исполняли героические сказания.

## Состав
На данный момент в группе состоят следующие участники:
Вячеслав Кученов (Кӱчен Ай Чарых Сайын), Анна Бурнакова (Алтын Тан Айас Тағ Харға), Ираида Ахпашева, Владимир Доржу (Мирген Иргит), Антонида Тюльберова (Тӱлбер Пӧгечі), Вячеслав Асочаков (Тагир Асочах), Леонид Ивандаев (Лӱнек Ивандай), Нина Идемешева, Вячеслав Албычаков.